# Walter Jumo IV C
Walter Jumo IV C byl kapalinou chlazený, letadlový dvoudobý vznětový, řadový šestiválec s protiběžnými písty. Byl vyroben podle německé licence Junkers (Jumo 4) Akciovou společností Walter, továrnou na automobily a letecké motory v Praze XVII – Jinonicích. Motor navrhl prof. Hugo Junkers v roce 1928.

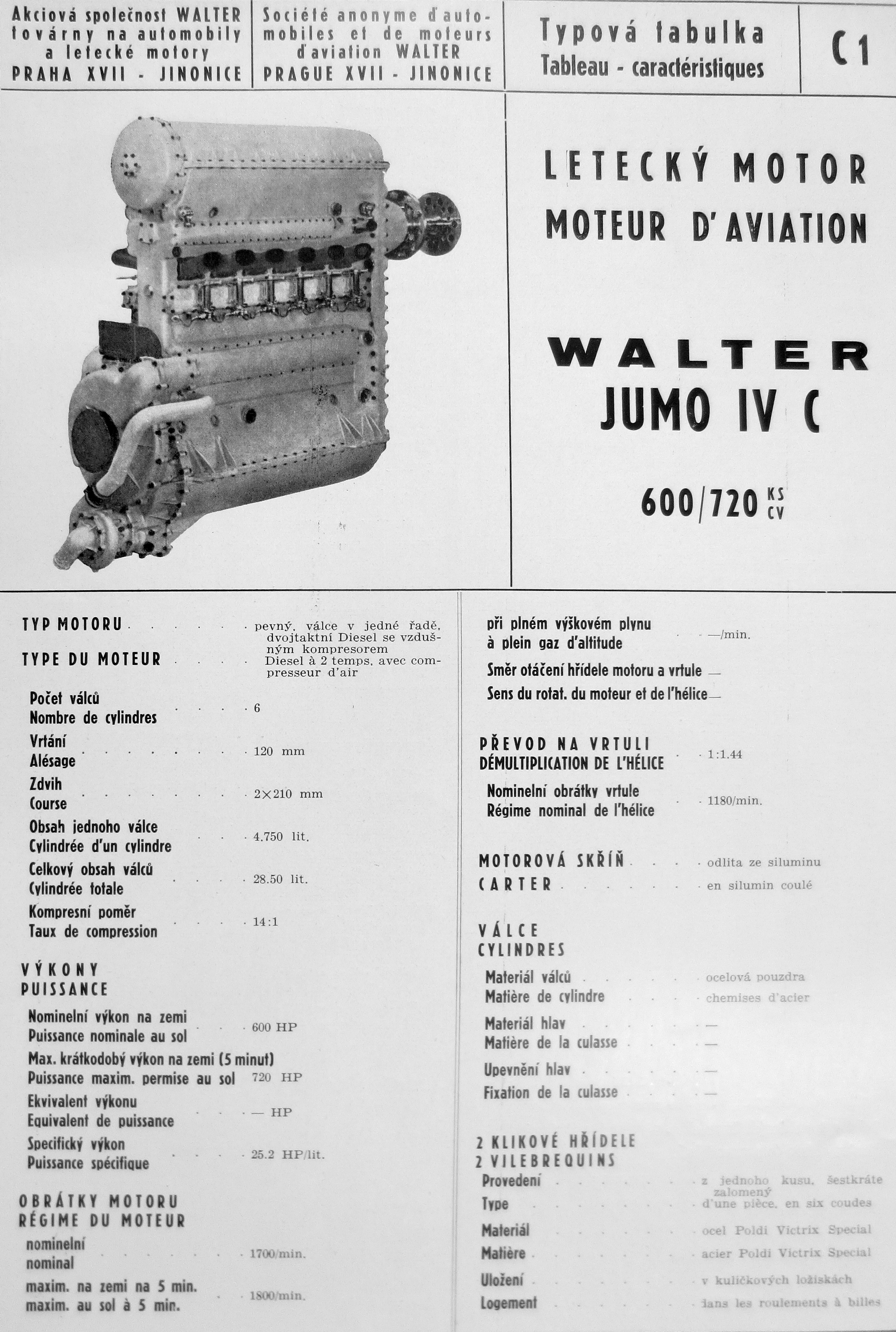
Typový list, Walter Jumo IV C, list 1

## Vznik a vývoj
Továrna Walter začala zkoušet dieselové, letecké motory kolem roku 1930. Při experimentech s leteckými motory na těžká paliva byl sledován vývoj tohoto problému v zahraničí. Tento vývoj za hranicemi šel však rychleji, než zkoušky prováděné v Jinonicích. V roce 1931 bylo rozhodnuto vlastní vývoj zastavit a pořídit takový typ motoru prostřednictvím licence.
Jako první „diesel“ byl vybrán americký motor, který se v Jinonicích měl vyrábět pod označením Walter Packard Diesel (1932) o nominálním výkonu 165 kW/225 k. Licence od Packardu (Packard Motor Car Co.) dovolovala vyrábět tyto motory v Československu a také v Jugoslávii. Motor byl určen pro dopravní i vojenské letectví. Za podobných podmínek byla uzavřena i smlouva s Junkersem (Junkers Motorenbau GmbH Dessau) na motor řady Jumo (Jumo 4/Jumo 204), která však platila pouze pro výrobu a použití v Československu. Rok předtím (1931) zakoupila továrna Walter licence na automobilové, vznětové motory Junkers SA 9 a SA 12, které byly v letech 1932–1936 úspěšně vyráběny a montovány do nákladních automobilů Walter Diesel o nosnosti 5 resp. 3 tuny. Do podvozku Walter Ideal byl montován silnější SA 12 o výkonu 58,8 kW (80 k), do podvozku Walter PN potom slabší SA 9 o výkonu 40,4 kW (55 k).
Za hlavní přednosti leteckého vznětového motoru byly vyzdvihovány: bezpečnost proti požáru, ekonomie ve spotřebě i v ceně paliva, malý úbytek výkonu s výškou (asi dvakrát menší než u „výbušných“ motorů s karburátory) a žádné rušení radiových přijímačů.
Motor byl uváděn výrobcem mezi vyráběnými typy, i monografie jej uváděla jako v licenci vyráběný, ale podle všeho však tento vznětový motor nebyl v Jinonicích vyráběn, protože o motor žádný letecký výrobce z Československa neprojevil zájem.

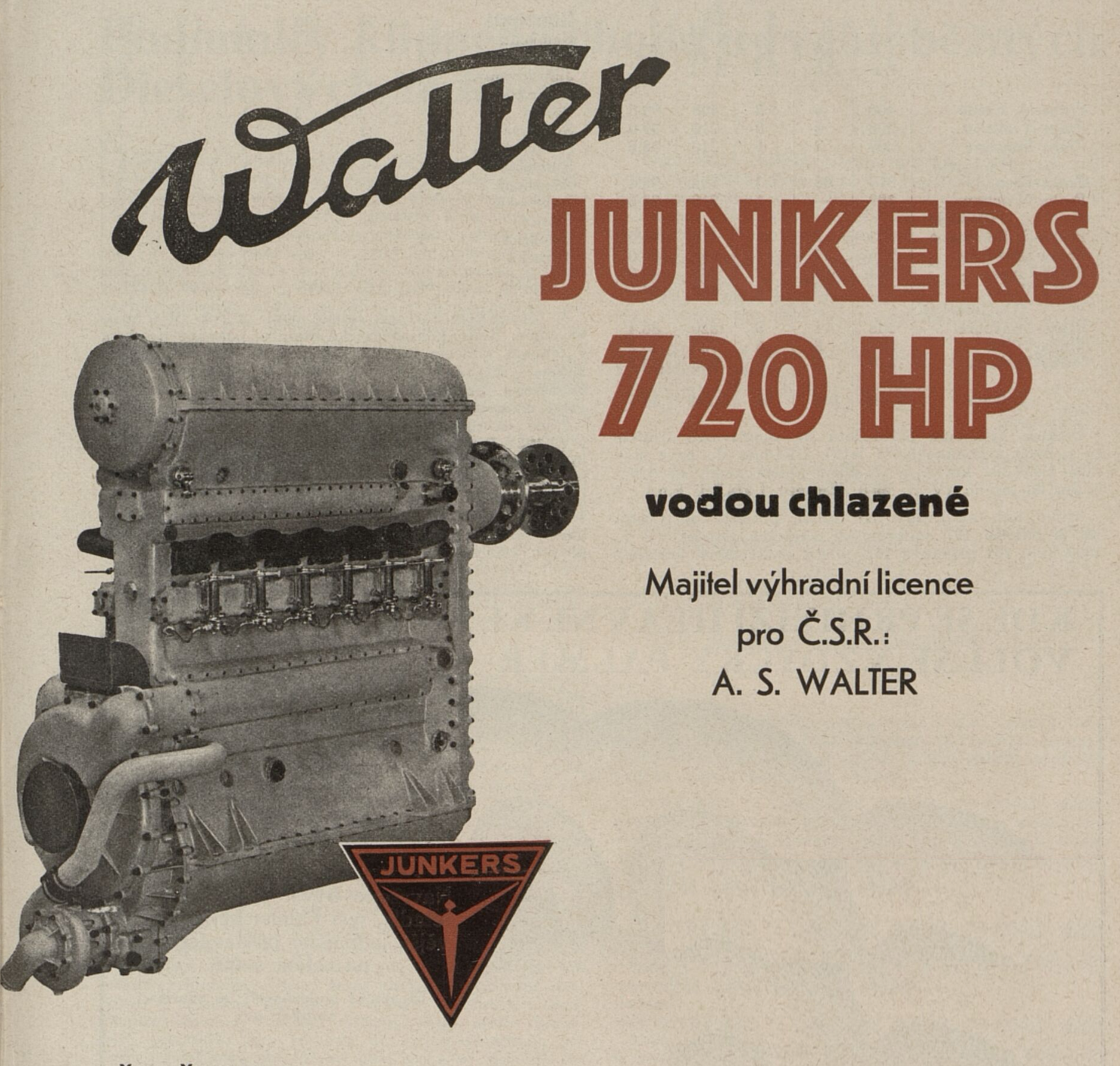
Walter Junkers 720 HP (Letectví, leden 1932)

## Popis motoru
Byl to dvoudobý vznětový motor přeplňovaný odstředivým dmychadlem. Motor používal dvoudobý cyklus se šesti válci a 12 písty v protilehlé konfigurace (boxer). Měl motorovou skříň odlitu z hliníkové slitiny (silumin). Válce byly z oceli, písty ze slitiny hliníku. Šestkrát zalomené klikové hřídele byly obrobeny z jednoho kusu oceli Poldi Victrix Special. Oba klikové hřídele (horní a dolní) byly uloženy v kuličkových ložiskách a navzájem spojeny. Duté ojnice kruhového průřezu byly z chrom-niklové oceli. Rozvod byl řešen pístem, který odkrýval otvory ve stěnách válce. Během pracovního cyklu se písty pohybovaly směrem k sobě. Sací a výfukové otvory byly duplikovány na obou koncích bloku. Na válec byly dvě vstřikovací čerpadla ovládaná vačkou, z nichž každá napájela dvě trysky, celkem čtyři trysky na válec.
Startování motoru se provádělo stlačeným vzduchem. Mazání jedním sacím a dvěma kolečkovými čerpadly bylo cirkulační, pod tlakem se suchou skříní. K mazání se používal letecký minerální olej.

## Použití
Konstruktéři k tomuto typu motoru neměli valné důvěry. Shodli se, že se neosvědčil a nepřesvědčil, jako ostatně většina leteckých vznětových motorů (např. motory Československé zbrojovky Brno vlastní konstrukce ZOD-240 a ZOD-260 z let 1933–1938). Originální motor Junkers Jumo 4/Jumo 204 byl úspěšně aplikován asi na 5 typech letounů, z toho na čtyřech Junkers (např. Junkers G 38, německý obří dopravní letoun z konce 20. let 20. století, který byl zhotoven v Německu pouze ve dvou exemplářích). Až do roku 1939 tyto motory využívala na letounech Junkers G 24 letecká společnost Lufthansa.

## Specifikace
Údaje dle 

### Technické údaje
- Typ: šestiválcový dieselový kapalinou chlazený letecký motor
- Vrtání: 120 mm
- Zdvih: 2 × 210 mm
- Objem válců: 28 500 cm³
- Délka motoru: 1700 mm
- Výška motoru: 1600 mm
- Šířka motoru: 510 mm
- Hmotnost motoru: 800 kg
- Kompresní poměr: 16,6:1
- Převod na vrtuli: 1:1,44, nominální obrátky vrtule 1180 ot/min

### Součásti
- Plnění válců: přímé vstřikování, 12 × vstřikovací pumpa (2 na válec)
- Palivo: motorová nafta (těžký olej)
- Mazání: tlakové se suchou skříní
- Chladicí soustava: chlazení vodou
- Spotřeba paliva: 165 g·h−1·k−1 / 224 g·h−1·kW−1
- Spotřeba oleje: 12–14 g·h−1·k−1 / 16,3–19,0 g·h−1·kW−1

### Výkony
- Nominální výkon: 600 k/441 kW při 1700 ot./min.
- Maximální výkon: 720 k/529 kW při 1800 ot./min.
- Specifická hmotnost: 1,33 kg/k, 1,81 kg/kW
- Specifický výkon: 21,1 k/l, 15,5 kW/l